# Les Femmes de ma vie
Albums de Joe Dassin
Le Jardin du Luxembourg
(1976) 15 ans déjà...
(1978)
Singles
1. Dans les yeux d'Émilie / Maria
Sortie : 1977
2. Maria / Maria (instrumental)
Sortie : 1977

Les Femmes de ma vie est le 11e album studio français du chanteur Joe Dassin. Il est sorti en 1978.

## Liste des chansons de l'album
| 1. | La Femme idéale (Angelina) (Amelia) | Joe Dassin, Gianni Mocchetti                                | 3:15 |
| 2. | La Première Femme de ma vie         | Pierre Delanoë, Alain Goraguer, Claude Lemesle              | 2:20 |
| 3. | Noisette et Cassidy                 | Pierre Delanoë, Claude Lemesle, Gilles Marchal              | 2:50 |
| 4. | La Demoiselle de déshonneur         | Claude Lemesle                                              | 2:46 |
| 5. | Dans les yeux d'Émilie              | Pierre Delanoë, Claude Lemesle, Yvon Ouazana, Vivien Vallay | 3:40 |
| 6. | Quand on sera deux ('A Canzuncella) | Paolo Morelli                                               | 3:03 |

| 7.  | Maria                              | Manipoli, Pino Massara (it), Gianni Mocchetti              | 4:00 |
| 8.  | Mon copain Julie (Southern Nights) | Allen Toussaint                                            | 3:02 |
| 9.  | Marie-Ange (Fallen Angel)          | Guy Fletcher, Doug Flett                                   | 3:21 |
| 10. | J'ai craqué                        | Alain Goraguer, Claude Lemesle                             | 2:27 |
| 11. | Petit Ballon                       | Joe Dassin, Pierre Delanoë, Alain Goraguer, Claude Lemesle | 3:02 |
| 12. | La rue Marie-Laurence              | Guy Bulanger, Pierre Delanoë, Claude Lemesle               | 2:40 |

## Certifications
| Pays                                  | Certification | Ventes/Équivalence |
| ------------------------------------- | ------------- | ------------------ |
| Canada (Music Canada)                 | Or            | 50 000^            |
| ^Mise en rayon selon la certification |               |                    |